# 騙子 (電影)
，是一部2017年上映的韓國犯罪片，由电影《平壤城》的副导演张昌元执导，玄彬、劉智泰、裴晟佑、朴誠雄、Nana及安世河主演。

## 劇情介紹
韓國發生了一起驚天動地的四兆韓元詐騙案，這件案子的受害者甚至高達三萬人之多，事情爆發後，詐騙案的主嫌卻逃亡海外，被發現時居然已成為一具屍體！
得到了錢卻沒命花嗎？事情絕對不是那麼簡單，就在這時，卻有目擊者指出主嫌詐死，其實還活得好好的在某個地方逍遙。
於是與詐騙主嫌暗中勾結的檢察官朴希秀（劉智泰飾）為了保住自己名譽與地位，避免東窗事發，決定要做個了結。他與手下搜尋各種線索希望能找到銷聲匿跡的詐騙案主嫌，卻總是很可惜的慢了一步……
而這時一名專騙騙子的天才詐欺師黃智成（玄彬飾）出現了！他為了報仇，同樣也在尋找這個詐騙案的主嫌，並組成了一個陣容華麗的團隊。
各懷「詭」胎的兩派人馬，決定要合力找出這名稀世大騙子，展開一場「黑吃黑吃黑吃黑」的機智對決！

## 演員陣容

### 主要人物
- 玄　彬	飾演 黃智成
- 劉智泰 飾演 朴熙秀
- 裴晟佑 飾演 高錫東
- 朴誠雄 飾演 郭昇建
- Nana 飾演 春子
- 安世河 飾演 金科長

### 其他人物
- 崔德文 飾演 李康碩
- 崔日和 飾演 成議員
- 許成泰 飾演 張斗七
- 金泰勳 飾演 檢察總長
- 廉東憲 飾演 金局長
- 鄭斗謙 飾演 尹長官
- 崔宏一 飾演 叔叔
- 金子英 飾演 叔母
- 周錫泰 飾演 流氓1
- 鄭敏聖 飾演 崔記者
- 姜信久 饰演 指挥官
- 韓哲宇 飾演 強力班長
- 全憲兌 飾演 警察局長
- 李載九 飾演 珠寶商社長
- 柳聖賢 飾演 鄭會長
- 李近厚 饰演 情报员
- 柳正浩 飾演 工廠長
- 孫炳旭 飾演 張斗七的手下
- 姜得钟 饰演 销赃人

### 特別出演
- 鄭進永 飾演 黃有錫
- 車順裴 飾演 姜社長
- 吳泰京 飾演 泰東
- 陳善奎 飾演 表哥

## 奖项荣誉
| 年份   | 颁奖礼                          | 奖项                    | 入围者 | 结果 | 参考  |
| ------ | ------------------------------- | ----------------------- | ------ | ---- | ----- |
| 2017年 | 第6届韩国电影演员协会璀璨明星奖 | 人气明星奖              | Nana   | 獲獎 | [ 6 ] |
| 2018年 | 第54屆百想藝術大獎              | 电影部门 最佳新人女演员 | Nana   | 提名 | [ 7 ] |
| 2018年 | 第2届The Seoul Awards           | 电影部门 最佳新人女演员 | Nana   | 提名 | [ 8 ] |
| 2018年 | 第2届The Seoul Awards           | 电影部门 最佳男配角     | 裴晟佑 | 提名 | [ 8 ] |

## 外部連結
- NAVER上《騙子》的資料
- Daum上《騙子》的資料

- 韩国电影数据库（KMDb）上《騙子》的資料
- 互联网电影数据库（IMDb）上《騙子》的资料（英文）
- 豆瓣电影上《騙子》的資料 （简体中文）
- Box Office Mojo上《騙子》的資料（英文）
- 騙子 - Movist （页面存档备份，存于） 